# Unió Deportiva Girona

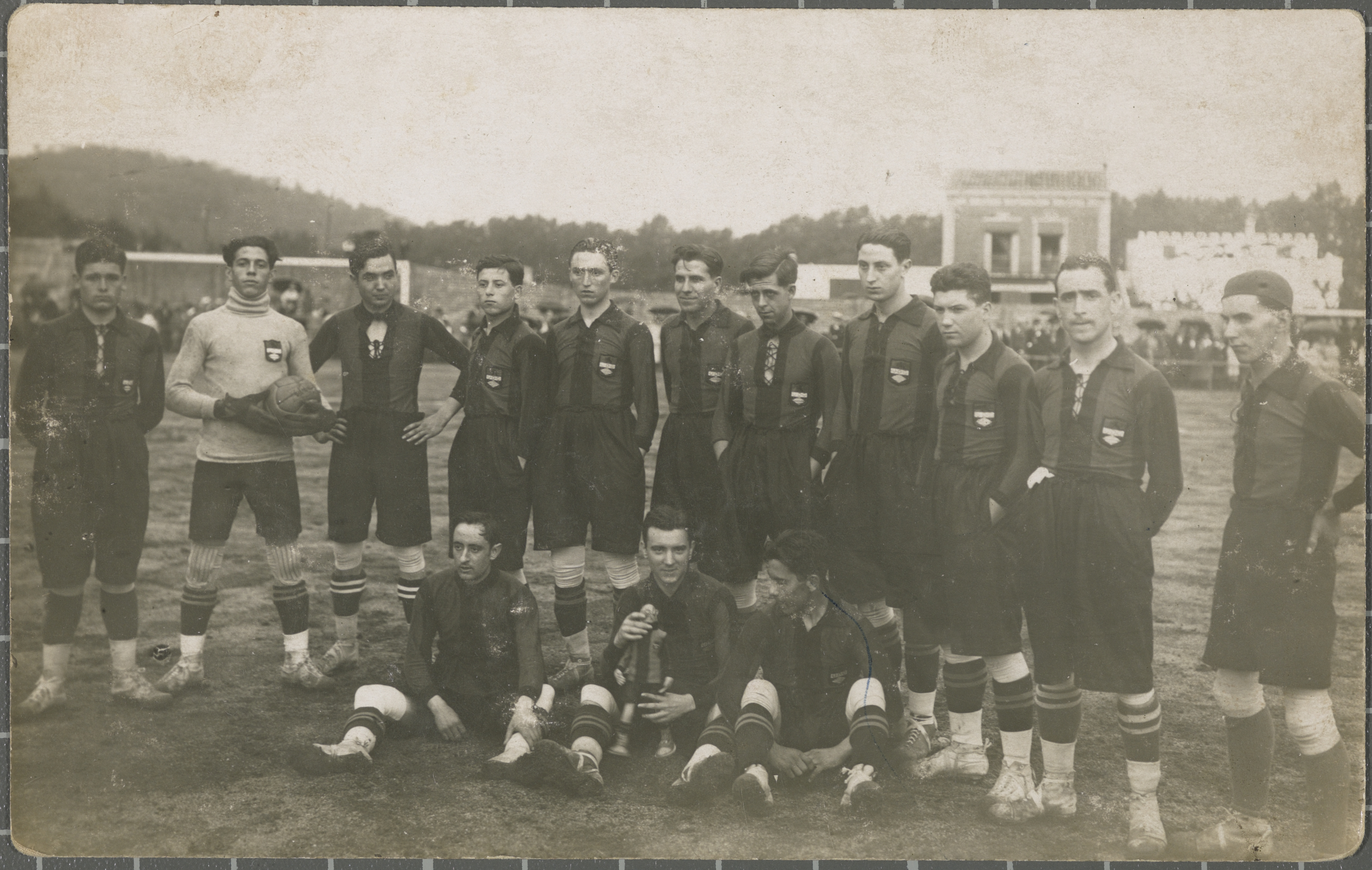
La Unió Deportiva Girona el dia de la inauguració del camp de futbol de Vista Alegre. Drets, d'esquerra a dreta: Cabré, Prats, Parés, Fàbregas, Viñas, Padrosa, Pep Gómez, Arnet, Bosch, Bisbe i Castelló. Asseguts, d'esquerra a dreta: Rustey, Alfaro i Mir.

La Unió Deportiva Girona fou un club poliesportiu de la ciutat de Girona de la dècada de 1920, que a banda del futbol també impulsà, de manera més esporàdica, l'atletisme i el tennis. El primer equip de futbol participà des de la temporada 1921-1922 fins a la seva desaparició al campionat de Catalunya de Tercera Categoria (grup de Girona), en què guanyà dos campionats: 1924-1925 i 1928-1929.

## Història
Entitat nascuda, com el Grup Excursionista i Esportiu Gironí (1919), al si del gimnàs de Carles Gómez i Soler, "fogar d'homes que sentien un veritable amor a la cultura física practicant-la amb entusiasme". La Unió Deportiva fou resultat de la fusió de diferents equips que després de la dissolució del FBC Strong (1909-1916) competien a la Devesa. La UD Girona es va fundar el 13 de febrer de 1921 amb 400 socis i una junta presidida per Jesús Ballestero i el mateix Carles Gómez com a secretari, amb la presència de representants de la societat civil, eclesiàstica i militar gironina, entre els quals Ignasi Puig Bayer, requisit per poder trobar viabilitat per al projecte. La base esportiva es va construir sobre la plantilla del Gironenc (el jove Pitu Viñas, qui a posteriori seria capità de l'equip, els recuperats Roca, Pep Gómez i Boada, i incorporacions valuoses com Bisbe, Armengol Cabré i el porter Prats) i d'altres equips que s’entrenaven i disputaven amistosos al Camp de Mart de la Devesa. El concepte d'unió del nom de la nova entitat venia de lluny, de les profundes desavinences interclubs que van marcar la dècada dels anys 1910 a la ciutat. Gómez era del parer que només la reunificació del futbol gironí portaria a formar un equip de prou qualitat per poder competir en el campionat de Catalunya i, per tant, consolidar una oferta esportiva regular i atractiva per atreure el màxim de seguidors i massa social.
La UD Girona, encara amb els colors groc i blau marí de l'antic club de referència, l'Strong, es va estrenar en el torneig regular el 4 de desembre del 1921 al Camp de Mart contra el Blanes (0-0) i aquella primera temporada, prou reeixida, la UDG va quedar en primer lloc, però una discutida decisió federativa van adjudicar el títol de campió a l'AD Guíxols. La llavor, però, estava sembrada. Aquella primavera, acabat el campionat, la UD Girona fa la primera sortida d'un equip de la ciutat fora de Catalunya per disputar dos partits a València l'abril de 1922 contra el Gimnàstic de València: empat a dos i victòria gironina 0-2.
La creixent afició i les exigències federatives van reclamar un equipament tancat i amb capacitat per disputar-hi partits de lliga. En un temps rècord es van cercar i adquirir un terreny al barri del Carme, a Vista Alegre, on es va construir el nou estadi, inaugurat el 29 de juny de 1922 en un partit contra el FC Barcelona (2-5). Malgrat els deutes econòmics i les acusacions de corruptela que va haver d'arrossegar l'entitat a causa de l'obra al llarg de la dècada d'existència, i que finalment la van abocar a la desaparició, per primera vegada Girona se situava en l'escena futbolística catalana.

### L’època daurada
La Unió va viure el seu apogeu a mitjan dècada dels vint, quan va reunir al camp un equip que esdevindria poc menys que llegendari: Gauchia; Poch, Bosch; Fàbregas, Stamper, Feliu; Pons, Weisz, Codina, Viñas i Santamaria. Va guanyar el seu primer campionat de Girona (3a categoria) la temporada 1924/25, si bé va quedar eliminat a les semifinals del campionat de Catalunya pel Centre d'Esports Manresa per un global de 4-1.

### Declivi i desaparició
Després dels anys d'eufòria, va venir el desglaç, "van començar els malsons econòmics, va baixar la moral de l'equip, el públic es desviava, es perdien els partits, i al final va arribar el que era inevitable". Malgrat tot, una nova fornada de joves futbolistes trucaven a la porta i es clamava pel relleu generacional. Amb una barreja de veterans i jovent l'enitat va assolir la seva altra gran fita, la consecució del seu segon campionat provincial el curs 1928/29, quan l'entitat ja arrossegava greus problemes financers, amb un deute que arribava a les 200.000 pessetes, i inestabilitat institucional.
La darrera temporada de l'entitat, la 1929/30, no va disputar el campionat de Girona atès que no pertanyia a la categoria amateur. De tota manera, la decisió controvertida de dissoldre l'entitat i fundar-ne una de nova, el Girona FC, amb canvi de nom i de colors però mantenint el camp i alguns dels jugadors de la UD Girona, es va veure com a necessària per garantir la continuïtat del futbol gironí.

## Presidents
| President                     | Període                   |
| ----------------------------- | ------------------------- |
| Jesús Ballestero i Bengoechea | febrer 1921-desembre 1922 |
| Josep Ensesa i Gubert         | desembre 1922-maig 1925   |
| Esteve Torras i Bachs         | maig 1925-juliol 1926     |
| Ramon de Viñals i de Font     | juliol 1926-setembre 1927 |
| Jesús Ballestero i Bengoechea | setembre 1927-juliol 1928 |
| Antoni Magaldi i Alaggio      | juliol 1928-juliol 1929   |
| Joan Oliver de Bezzi          | juliol 1929-desembre 1929 |
| Antoni Magaldi i Alaggio      | gener-juliol 1930         |